# Antonio Sun Wenjun
Antonio Sun Wenjun (chinesisch 孫文君, Pinyin Sūn Wénjūn; * 1. November 1970 in Weifang, Shandong) ist ein chinesischer römisch-katholischer Geistlicher und Bischof von Weifang.

## Leben
Antonio Sun Wenjun studierte von 1989 bis 1994 Philosophie und Katholische Theologie am Priesterseminar in Sheshan. Am 8. Dezember 1995 empfing er in der Erlöserkirche in Peking das Sakrament der Priesterweihe für die Apostolische Präfektur Iduhsien. Von 2005 bis 2007 war er in der Pfarrseelsorge in der Provinz Shandong tätig. Danach absolvierte er von 2007 bis 2008 weiterführende Studien in Irland. Nach der Rückkehr in seine Heimat wirkte er wieder in der Pfarrseelsorge in Weifang.
Am 20. April 2023 ernannte ihn Papst Franziskus zum ersten Bischof von Weifang. Die Ernennung wurde jedoch erst am 29. Januar 2024 bekanntgegeben. Am selben Tag spendete ihn der Bischof von Yizhou, John Fang Xing Yao, in der Christkönigskathedrale in Qingzhou die Bischofsweihe; Mitkonsekratoren waren der Erzbischof von Jinan, Joseph Zhang Xianwang, und der Bischof von Zhoucun, Joseph Yang Yongqiang.